# Sepia lycidas
Sepia lycidas är en bläckfiskart som beskrevs av Gray 1849. Sepia lycidas ingår i släktet Sepia och familjen Sepiidae. IUCN kategoriserar arten globalt som otillräckligt studerad. Inga underarter finns listade i Catalogue of Life.